# William Snape
William Snape (Sheffield, 17 april 1985) is een Engelse acteur.

## Filmografie
| Jaar | Titel          | Rol              |
| ---- | -------------- | ---------------- |
| 1997 | The Full Monty | Nathan Schofield |
| 1999 | Heartbeat      | Tom Colbourne    |
| 2003 | Doctors        | Josh Hamner      |
| 2003 | Emmerdale      | Stephen Butler   |
| 2004 | Heartbeat      | Jeff Lloyd       |
| 2007 | Holby City     | Tony Dunmore     |

- International Standard Name Identifier: 0000 0000 4855 6367
- Library of Congress Control Number: no2003105862
- Nationale Bibliotheek van Israël: 987007455032505171
- Virtual International Authority File: 26762252
- WorldCat: E39PBJktrPfrph6dMrGhXcM3wC